# Melanism

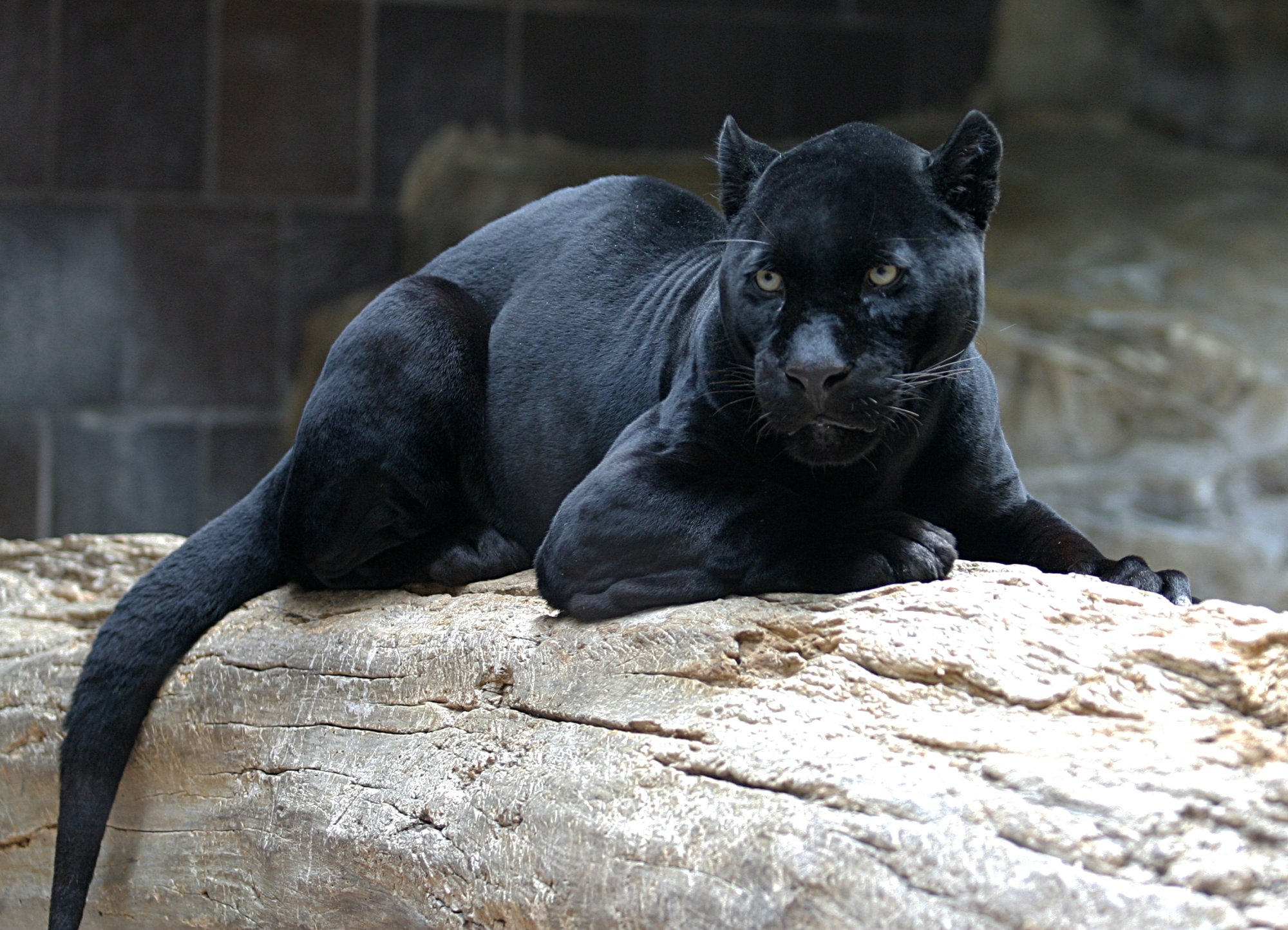
Pantern är typexemplet på ett melanistiskt djur.

I biologin innebär melanism en förhöjd koncentration av melaniner, antingen av eumelanin (som är vanligast), eller av feomelanin. Melaninet kan förekomma i huden, fjädrarna, pälshåren eller skal. Effekten blir att djuret får en mörkare, eller helsvart, pigmentering. Melanism förekommer hos många olika djur, inklusive fåglar, reptiler, fiskar och däggdjur, och det har olika biologiska och ekologiska konsekvenser.
Melanism kan bero på genetiska variationer eller mutationer som påverkar produktionen och distributionen av melanin.
Motsatsen till melanism är leucism.

## Typer

### Adaptiv melanism
Adaptiv melanism är en form av melanism som gynnar individen i dess miljö, ofta genom förbättrat kamouflage. Det är särskilt vanligt hos arter som lever i områden där en mörkare färg kan erbjuda ett bättre skydd mot predatorer. Ett klassiskt exempel är malen björkmätare i England, där industriell melanism ledde till en ökning av andelen mörka malar i industriområden efter den industriella revolutionen med dess luftföroreningar, eftersom sot och andra föroreningar gjorde träden och byggnaderna mörkare.

### Genetisk melanism
Genetisk melanism är ett resultat av genetiska mutationer som inte nödvändigtvis innebär en adaptiv fördel. Den kan uppkomma i populationer oberoende av miljötryck.

## Ekologiskaochevolutionäraeffekter
Melanism kan ha flera ekologiska konsekvenser. Förutom kamouflage]fördelar kan mörkare pigmentering påverka en individs termoreglering eftersom mörka ytor absorberar mer värme. Detta kan vara fördelaktigt eller skadligt beroende på den omgivande temperaturen och habitatets egenskaper.
Melanism kan också påverka sociala och reproduktiva beteenden hos vissa arter, där färgvariation kan påverka parningspreferenser och social hierarki.

## Melanism i kulturen
I mänsklig kultur har djur med melanism ofta fått en speciell betydelse och kan förekomma i myter, folklore och som populära motiv i konst och media. Svarta pantrar – som egentligen är melanistiska varianter av leoparder eller jaguarer – är ett sådant exempel.